# Antonio Francesco Peruzzini

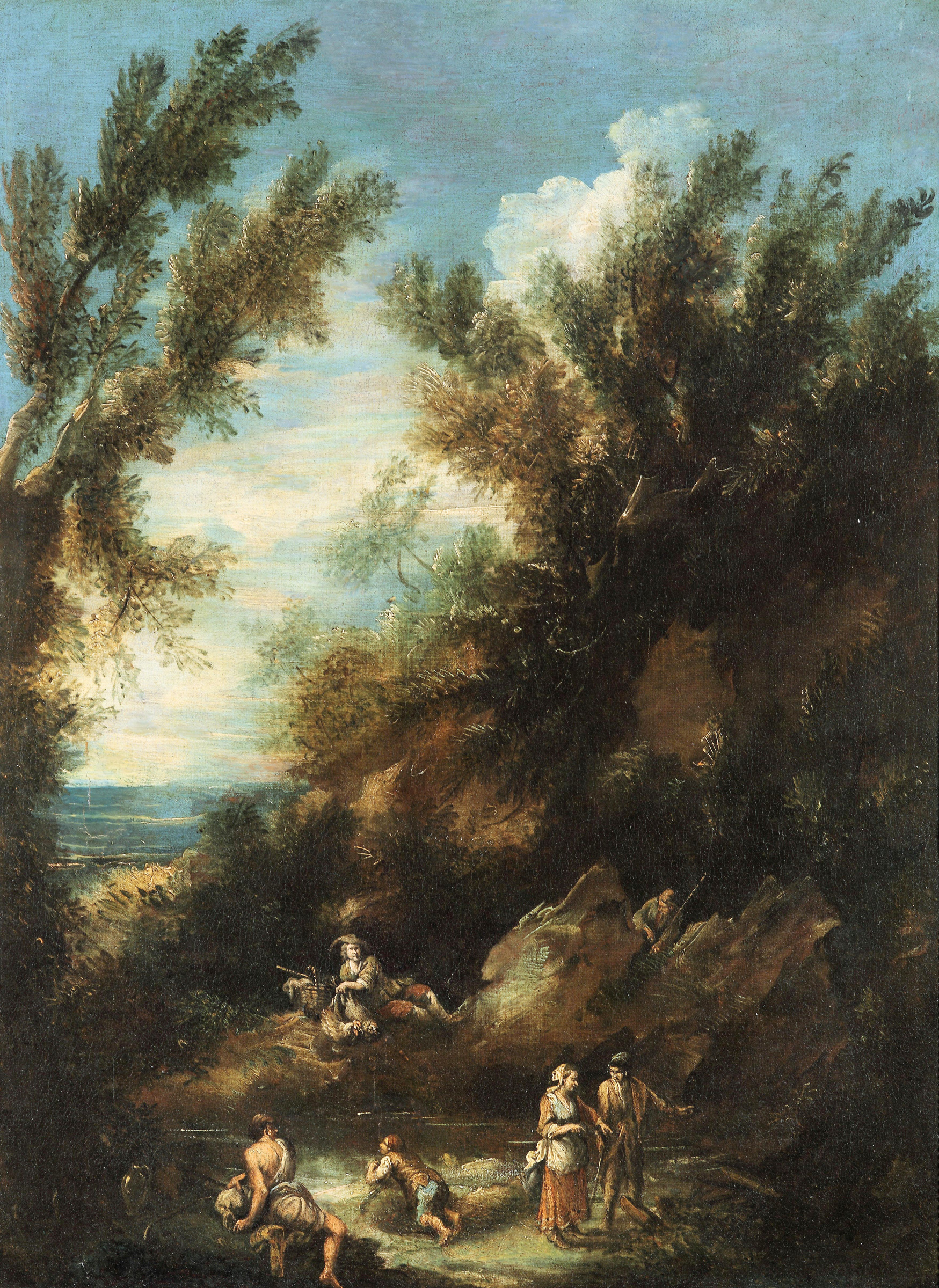
Veduta di campagna

Antonio Francesco Peruzzini (Ancona, 1643 o 1646 – Milano, 20 agosto 1724) è stato un pittore italiano.

## Biografia
L'incertezza nella data di nascita deriva dal fatto che è stata desunta dalla data di morte e dagli anni del Peruzzini: nell'archivio della Curia Arcivescovile di Milano (Parrocchia di Santo Stefano Maggiore, Morti, 1700-1738, f.179r) risulta che l'artista morì a 81 anni, mentre nell'Archivio di Stato di Milano (Registro dei Morti, 1724, cart.157) è annotata l'avvenuta scomparsa a 78 anni.
Sia il padre, Domenico, che i fratelli, Giovanni e Paolo, erano pittori, quindi probabilmente Antonio ricevette le prime nozioni di pittura nell'ambito familiare. In seguito si spostò di città in città per completare i suoi studi, specializzandosi nella pittura di paesaggi, e per iniziare la sua vita professionale. In questo periodo ebbe modo di conoscere committenti facoltosi e potenti, che gli agevolarono la carriera e il successo.
Nel 1663 l'artista si trovava a Roma, da dove spedì alcuni dipinti a Torino per Carlo Emanuele II di Savoia. In questo periodo realizzò due Marine in burrasca per il musicista romano Giulio Cavalletti, che, nel 1689, le donò alla Santa casa di Loreto, nel cui museo si trovano ancor oggi.
Successivamente il Peruzzini si trasferì a Bologna, dove sicuramente rimase nel periodo dal 1682 al 1689. In questa città ricevette commissioni per la realizzazione di numerosi paesaggi dal conte Annibale Ranuzzi. In particolare dipinse due tele in collaborazione con Sebastiano Ricci e Giovanni Antonio Burrini, rappresentanti Pan e Siringa e Diana con amorini, andate perdute: il Peruzzini, come in questo caso, si avvalse spesso di altri artisti per inserire figure nei suoi paesaggi.
In questo periodo, l'artista entrò in contatto col conte Vitaliano Borromeo, come testimoniato da un carteggio del 1687, e lavorò per vari committenti di Venezia, Modena, Parma, Casale Monferrato e Torino, Tra il 1690 e il 1695, Peruzzini soggiornò a Milano: qui lavorò per il marchese Cesare Pagani alla realizzazione del dipinto Le Tentazioni di Sant'Antonio Abate in collaborazione con Sebastiano Ricci.
Nei primi anni del Settecento si trasferì in Toscana, dove realizzò opere commissionate da Ferdinando de' Medici e da altre nobili famiglie vicine alla corte granducale. In questo periodo divenne più stretta la collaborazione con Alessandro Magnasco, iniziata già a Milano. Nel decennio successivo entrambi i pittori si spostarono a Milano, rimanendovi in pianta stabile: qui realizzarono una serie di tele in cui ognuno eseguiva una parte in funzione della propria specializzazione. Questo sodalizio, riscuotendo un buon successo, durò fino alla morte dell'artista nel 1724.
Antonio Francesco Peruzzini fu una figura di primo piano nella pittura paesistica del XVII-XVIII secolo. Egli, partendo da un'espressione seicentesca su influssi di Salvator Rosa, approderà ad un'interpretazione libera del senso del movimento e del colore tipici del Rococò, utilizzando gamme cromatiche più chiare, luminose e squillanti, alleggerendo il tocco, inserendo una sorta di movimento e vitalità nei suoi dipinti e rendendo l'atmosfera più gaia e leggera..
Altro aspetto della pittura di quest'artista è il mescolamento dei vari generi, come ad esempio nel caso de Gesù guarisce il cieco, dove il tema religioso diventa secondario rispetto al paesaggio, che però è realizzato in modo da esprimere il soprannaturale, concorrendo all'effetto del miracolo.
L'avvento del Neoclassicismo e l'attribuzione al Magnasco dei suoi paesaggi contribuirono all'oblio e all'incomprensione in cui questo artista sprofondò fino ai nostri giorni.

## Opere
- Marine in burrasca, due dipinti, museo della Santa casa di Loreto[1]
- Pan e Siringa, perduta[1]
- Diana con amorini, perduta[1]
- Le Tentazioni di Sant'Antonio Abate, collezione Porro, Rovello[1]
- Paesaggio con taglialegna, olio su tela, cm. 91 x 70, Collezione Francesco Martani, Ca' la Ghironda, Zola Predosa, 1695 c.  (figure di Marco Ricci ?)[1]
- Paesaggio tempestoso con monaco, Kunsthistorisches Museum, Vienna[1]
- Paesaggi con monaci, Städelsches Kunstinstitut, Francoforte sul Meno[1]
- Paesaggio con Sant'Agostino ed il Bimbo in riva al mare, Palazzo Bianco, Genova   (figure di Alessandro Magnasco)[1]
- Marina col battesimo di Gesù, National Gallery of Art, Washington   (figure di Alessandro Magnasco)[1]
- Cristo che salva San Pietro dalle acque, National Gallery of Art, Washington   (figure di Alessandro Magnasco)[1]
- Paesaggio con Sant'Antonio che predica ai pesci, Museo civico, Pisa   (figure di Alessandro Magnasco)[1]
- Paesaggio con figure, Museo civico "Giannettino Luxoro", Genova[4][5]
- Gesù che guarisce un cieco, 1660-1670[3]